# Sky Tower (Вроцлав)
Sky Tower (с англ. — «Небесная башня») —  многофункциональный небоскрёб в городе Вроцлав, Польша. Является самым высоким зданием города, третьим по высоте в стране и 31-м по высоте в Европе (на 2015 год). Расположен на юге города, в оседле Полудне.

## История

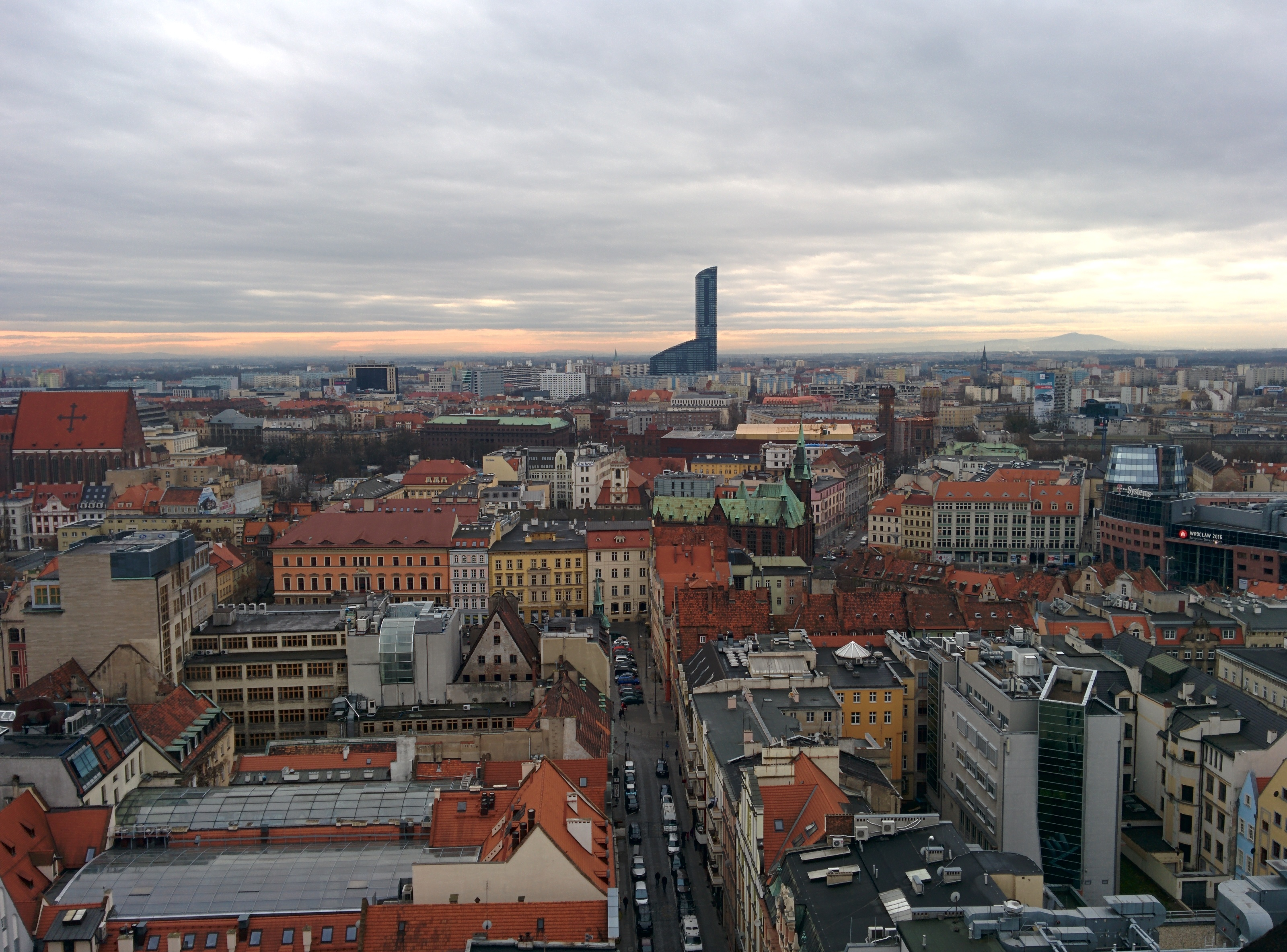
Многие горожане утверждают, что башня не вписывается в панораму города. Вид с Базилика Святой Елизаветы Венгерской.

Первоначальный проект подразумевал комплекс из шести или даже семи зданий и максимальную высоту в 258 метров («по антенне»; 221 метр «по крыше») и 56 этажей, но в дальнейшем эти планы стали более скромными. Строительство комплекса началось в декабре 2007 года на месте снесённого Poltegor Centre — самого высокого на тот момент здания города (125 метров). 4 апреля 2008 года в полдень был заложен краеугольный камень. 3 ноября того же года владелец строящегося небоскрёба, LC Corp, продал строительство миллионеру Лешеку Чарнецкому (основной владелец финансового холдинга Getin Holding), который немедленно приостановил все работы на полгода в связи с тяжёлой финансовой ситуацией в стране и мире. Спустя полтора месяца было объявлено, что здание станет ниже первоначального плана на 5 этажей и 46 метров в целях удешевления строительства. В июне 2009 года строительство было возобновлено. В конце октября того же года владелец небоскрёба заявил, что максимальная высота нового здания «по антенне» всё-таки составит 238 метров и таким образом станет самым высоким в стране, на один метр обогнав варшавский Дворец культуры и науки. В конце августа 2011 года здание достигло максимальной запланированной высоты, которая всё-таки оказалась 207 метров, не превзойдя Дворец. В мае 2012 года строительство было полностью окончено, 24 мая открылся первый магазин в новом комплексе.
После завершения строительства высказывались мнения, что столь огромное здание не вписывается в панораму города. Также башня отбрасывает огромную тень, а по польским законам в день равноденствия с 7 до 17 часов в любом жилом здании должен быть естественный свет на протяжении минимум полутора часов.
C 2014 года в небоскрёбе проводится забег на скорость (Tower running) с 1 на 49-й этаж (1142 ступени). Первым победителем среди мужчин стал Петр Шлезак с результатом 6 минут и 22 секунды, среди женщин — Доминика Вишневская-Ульфик с результатом 6 минут и 45 секунд.

## Описание

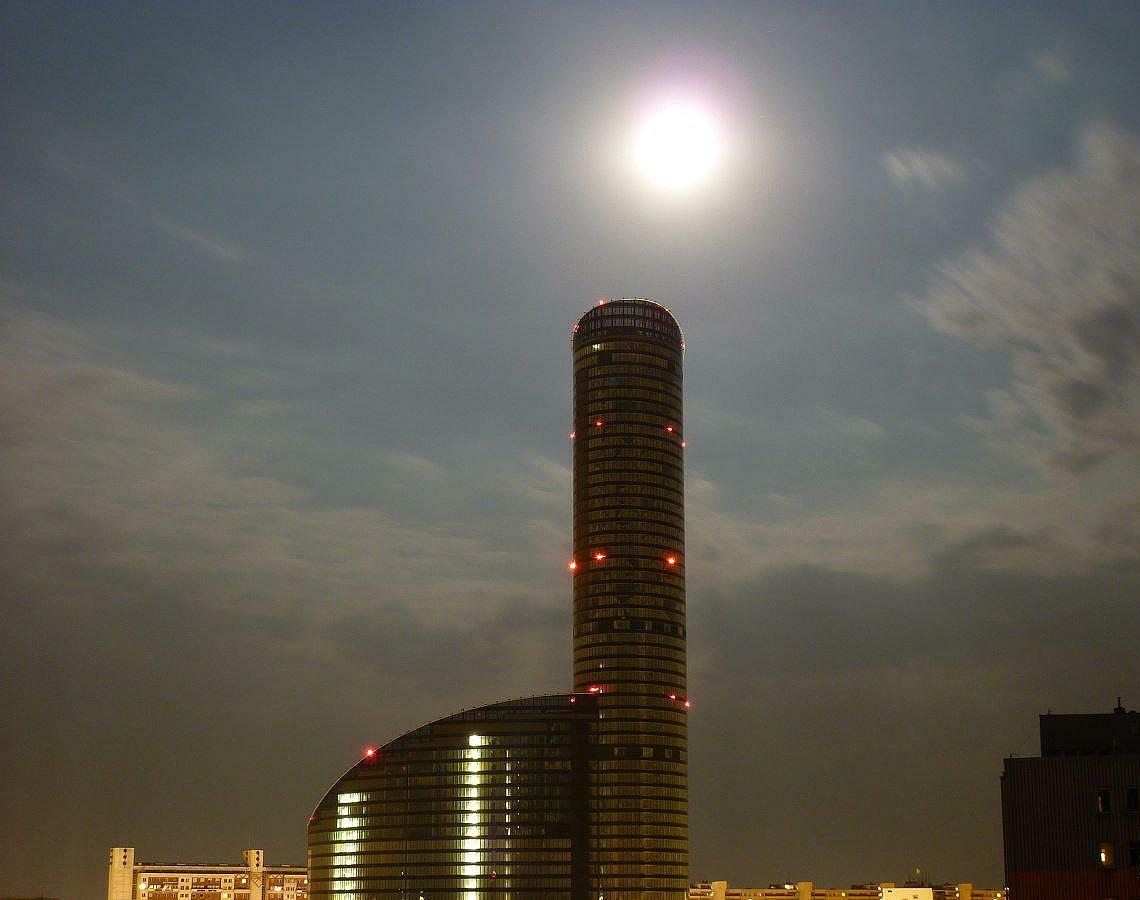
Ночью

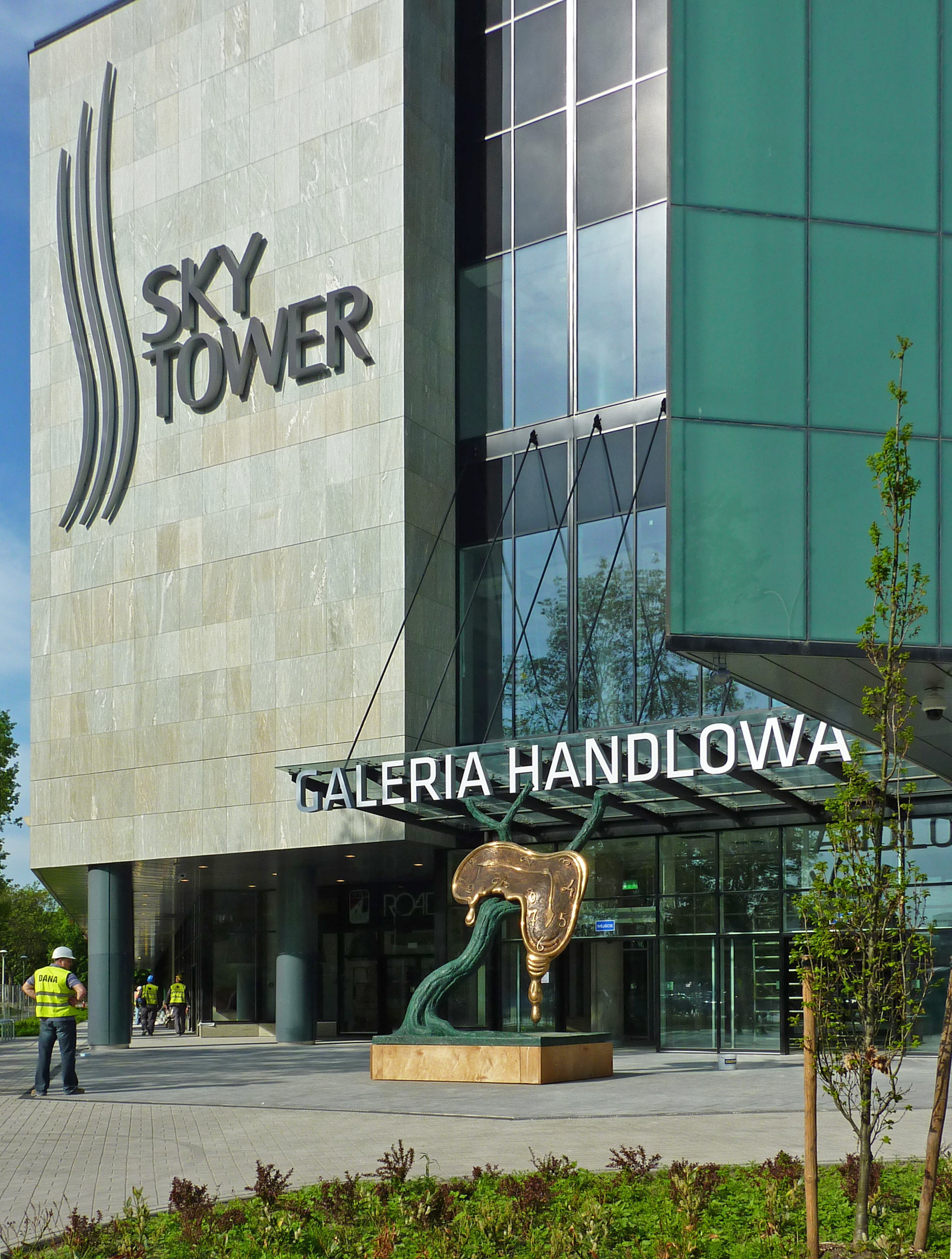
Перед входом установлена скульптура Сальвадора Дали «Профиль времени»

Комплекс состоит из трёх зданий. Первое имеет три надземных этажа и один подземный, в этом здании расположены торговая галерея, боулинг, снукер- и бильярдный клубы. Второе здание имеет 19 этажей, с 11-го по 18-й расположены 52 жилые квартиры, остальную площадь занимают офисы, верхний этаж — служебный. Именно третье здание комплекса является небоскрёбом высотой 51 этаж, с 1-го по 27-й этаж расположены офисы, с 28-го по 48-й — 184 жилые квартиры, на 49-м — застеклённая смотровая площадка, открытая для посещения с 3 января 2014 года (самая высокая в стране, подъём на высоту около 200 метров занимает 50 секунд, обычный билет стоит 10 злотых, вместимость — 20 человек), на крыше находится метеорологическая будка. Перед входом установлена скульптура Сальвадора Дали «Профиль времени».
При рытье котлована было вынуто 200 000 м³ земли, для чего понадобилось 27 250 грузовиков-ходок. Основой фундамента глубиной 33,2 метра ниже уровня земли стали 150 железобетонных свай длиной по 18 метров и диаметром 1,5 метра. Фундаментная плита в отдельных местах достигает толщины 7 метров. В строительстве были использованы 30 000 тонн арматурной стали и 60 000 м² стекла, в том числе 20 000 м² для оформления фасада. На стройке работало около 1000 человек и 8 башенных кранов, в том числе самый крупный имел высоту 220 метров.
Основные характеристики
- Строительство: декабрь 2007 года — май 2012 год
- Высота: 212 метров («по антенне»); 207 метров («архитектурная» и «по крыше»)
- Этажность: 51 надземных и 4 подземных (согласно skyscraperpage.com); устаревшая информация — 56 надземных и 3 подземных (согласно emporis.com)
- Лифты: 38 штук (скорость самого быстрого — 5 м/сек) + 8 эскалаторов + 2 травелатора[7]
- Внутренняя площадь: 171 000 м², в том числе 20 000 м² — жилая (236 квартир, самая просторная имеет площадь 220 м²)[8], 22 000 м² — офисная и 24 000 м² — торговая
- Архитекторы: Мариуш Корзорц и Дариуш Дзюбинский (Studio Archiektoniczne FOLD s.c.)
- Владелец: Лешек Чарнецкий[пол.]
- Стоимость строительства: 400 млн долларов[2]